# 18 octobre dans les chemins de fer
18 septembre 18 novembre
Chronologies thématiques
- Croisades
- Sports
- Disney

Cette page concerne les événements qui se sont déroulés un 18 octobre dans les chemins de fer.

## Événements

### XIXesiècle
- 1864. France : ouverture de la section entre Cagnes-sur-Mer (Cannes) et Nice, ligne de Marseille-Saint-Charles à Vintimille (frontière).
- 1869. France : ouverture de la ligne entre Tours et Vierzon, alors à voie unique.
- 1886. France : ouverture de la ligne de Grande Ceinture Stratégique entre Massy-Palaiseau et Orly.

### XXIesiècle
- 2007. À Blainville Damelevières, comme ailleurs, grève. Dans toute la France, ce sont plus de 73 % des cheminots qui ont marqué cette grève. Les revendications tournent autour de la fin des régimes spéciaux. Le divorce du couple présidentiel semble avoir été orchestré pour atténuer l'impact de cette première grève du mandat de Nicolas Sarkozy.

## Anniversaires

### Naissances
- x

### Décès
- x